# Voyria spruceana
Voyria spruceana är en gentianaväxtart som beskrevs av George Bentham. Voyria spruceana ingår i släktet Voyria och familjen gentianaväxter. Inga underarter finns listade i Catalogue of Life.